# Латинські Константинопольські патріархи
Латинський патріарх Константинопольський — титул, що виник в результаті хрестового походу на Константинополь.
В результаті Четвертого хрестового походу, 1204 року Константинополь був захоплений хрестоносцями та був оголошений столицею Латинської (Романської) імперії. На катедру православних Константинопольських Патріархів був посаджений Латинський Патріарх. Такий стан тривав до 1261 року, коли Константинополь був відвойований імператором Михайлом VIII Палеологом. Із падінням Латинської імперії Константинопольський патріарх переїхав до Кандим (о. Крит), а потім у Негропонте (о. Евбея).
Тимчасову перевагу латинський патріархат отримував після підписання уній з Римом: Ліонської (1274 року) та Флорентійської (1453 року).
Після Фераро-Флорентійського Собору Константинопольський православний та латинський Патріархат тимчасово об'єдналися.
З падінням Константинополя під навалою турків роль православної Константинопольської Церкви серед її пастви значно зросла. Султан Мухамед II (пом. 1481), що завоював Константинополь, не тільки залишив Константинопольським Патріархам (православним) церковну владу над православним населенням новоутвореної імперії, але наділив їх також політичною владою, якою вони не мали у Візантії. Константинопольський Патріарх розділив з султаном політичне лідерство серед православного населення Турецької імперії.
З 1772 року Константинопольський патріархат стає титулярним. А латинники, що проживали на території Константинопольського патріархату, були підпорядковані апостольському вікаріату в Константинополі.
Після цього Латинські константинопольські патріархи продовжувались призначатися Папою Римським (з деякими перервами) до 1948 року, але вони не мали лише номінальний титул.
1964 року — титул було скасовано.

## Список Латинських Константинопольських патріархів
- Томас Морозіні (1204—1211)
  - вакантне (1211—1215)
- Гервазій (Gervase) (1215—1219)
  - вакантне (1219—1221)
- Матвій (1221—1226)
- Іван Галгрін (Halgrin) (1226)
- Симон (1227—1233)
  - вакантне (1233—1234)
- Ніколас де Кастро Аркуато (Arquato) (1234—1251)
  - вакантне (1251—1253)
- Pantaleon Giustiani (1253—1286) (титулярний з 1261 р.)
- Петро Коррер (1286—1302)
- Леонард Фаліеро (1302—1305)
- Микола, архієп. Фів (1308—1331)
- Кардіналіс (1332—1335)
- Гозіо Ваттаглія (1335—1339)
- Роланд з Аст (1339)
- Генрі з Аст (1339—1345)
- Стефан де Піну (1346)
- Вільям (1346—1364)
- Пітер Томас (1364—1366)
- Павло з Фів (1366—1370)
- Hugolin Malabranca (1371—1375)
- Джеймс д'Ітрі (1376—1378)
- Вільям Урбіно (1379)
- Павло з Коринті (1379)
  - вакантне (1379—1390)
- Анжело Коррер (1390—1405), майбутній Григорій XII
- Луї (1406—1408)
- Кардинал Антоніо Коррер (1408)
- Альфонсо в Севільї (1408)
- Френсіс Ландо (1409)
- Джон Контаріні (1409—1412)
- John de La Rochetaillée (1412—1423)
- Джон Контаріні (вдруге) (1424 — невідомо)
- Григорій III Мамма (1451—1458)
- Ісидор (1458—1462)
- Віссаріон Нікейський (1463—1472)
- Петро Ріаріо (1472—1474)
- Джером Ландо (1474—1496)
- Джон Майкл (1497—1503)
- Хуан-де-Боржа Ланзон де Романі (1503)
- Френсіс, кардинал де Лорріс (1503—1506)
- Тамас Бакоч (1507—1521)
- Шіпіоне Ребіба (1565—1573)
- Сільвіо кардинал Савеллі (1594—1599)
- Bonifazio Bevilacqua Aldobrandini (1598—1627?)
  - невідомо
- Франческо Марія Маккіавеллі (1640—1641)
- Джованні Джакомо Панкиролі (1641—1643)
- Джованні Баттіста Спада (1643—1675?)
  - невідомо
- Людовік Піко Делла Мірандола (1706—1718)
- Camillo Cybo (1718—1743)
  - вакантне (1743—1751)
- Фердинандо Марія де Россі (1751—1771?)
- Хуан Португал де-ла-Пуебла (1771—1781)
  - невідомо
- Джузеппе делла Порта Родіані (1823—1835)
- Джованні Солнія Сероні (1835—1844)
- Фабіо Марія Асквіні (1844—1851)
- Dominicus Lucciardi (1851—1860)
- Iosephus Melchiades Ferlisi (1860—1865)
- Rogerius Aloysius Emygdius Antici Матті (1866—1878)
- Якоб Галло (1878—1881)
  - вакантне (1881—1887)
- Юлій Ленті (1887—1895)
- Іоан Баптист Касалі дель Драго (1895—1899
- Alessandro Sanminiatelli Zabarella (1899—1901)
- Карло Носелла (1901—1903), також латинський патріарх Антіохії
- Джузеппе Цеппетеллі (1903—1917)
  - вакантне (1917—1923)
- Michele Zezza di Zapponeta (1923—1927)
- Антоніо Анастасіо Россі (1927—1948)
  - вакантне (1948—1964)

Цей титул було офіційно скасовано 1964 року.